# Néa Dímmata
Néa Dímmata (grec moderne : Νέα Δήμματα) est un village de Chypre de plus de 50 habitants.